# Gabriel González
Efrain Gabriel González Roa (né le 18 mars 1942 à Puerto Casado, Chaco) est un ancien arbitre paraguayen de football. Il débuta en 1973, fut arbitre international de 1976 à 1987.

## Carrière
Il a officié dans des compétitions majeures : 
- Copa América 1983 (2 matchs)
- Coupe du monde de football de 1986 (1 match)